# 塔拉尔恩
塔拉尔恩，是西班牙加泰罗尼亚莱里达省的一个市镇。 总面积28平方公里，总人口336人（2001年），人口密度12人/平方公里。